# Guido Hauck
Pour les articles homonymes, voir Hauck.
Hermann Guido Hauck est un mathématicien allemand né le 26 décembre 1845 à Heilbronn et mort le 25 janvier 1905 à Berlin-Charlottenburg.